# 拉利伯塔德帕良區
6°43′17″S 78°17′13″W / 6.7215°S 78.2870°W
拉利伯塔德帕良區（西班牙語：Distrito de La Libertad de Pallán），是秘魯的一個區，位於該國北部卡哈馬卡大區的塞倫丁省，始建於1993年12月23日，面積184.1平方公里，海拔高度2,950米，2005年人口7,857，人口密度每平方公里43人。